# Glyphodes
Glyphodes is een geslacht van vlinders uit de familie van de grasmotten (Crambidae), uit de onderfamilie van de Spilomelinae. De wetenschappelijke naam van dit geslacht is voor het eerst voorgesteld door Achille Guenée in een publicatie uit 1854.

## Soorten
- Glyphodes actorionalis Walker, 1859
- Glyphodes adealis Dognin, 1905
- Glyphodes agathalis (Walker, 1859)
- Glyphodes alboscapulalis (Swinhoe, 1917)
- Glyphodes aniferalis Hampson, 1909
- Glyphodes anomala Janse, 1928
- Glyphodes apiospila (Turner, 1922)
- Glyphodes argyraspides (Tams, 1941)
- Glyphodes argyritis Hampson, 1912
- Glyphodes aurantivittalis Munroe, 1960
- Glyphodes badialis (Walker, 1859)
- Glyphodes basifascialis Hampson, 1899
- Glyphodes batesi C. Felder, R. Felder & Rogenhofer, 1875
- Glyphodes bicolor (Swainson, 1821)
- Glyphodes bicoloralis Strand, 1912
- Glyphodes bilunalis (Snellen, 1895)
- Glyphodes bipunctalis Leech, 1889
- Glyphodes bitjealis Strand, 1920
- Glyphodes bitriangulalis Gaede, 1917
- Glyphodes bivitralis Guenée, 1854
- Glyphodes bocchorialis Hampson, 1912
- Glyphodes boseae Saalmüller, 1880
- Glyphodes bradleyi (Whalley, 1962)
- Glyphodes caeruleiceps Hampson, 1912
- Glyphodes caesalis Walker, 1859
- Glyphodes callipona (Turner, 1908)
- Glyphodes callizona (Meyrick, 1894)
- Glyphodes canthusalis Walker, 1859
- Glyphodes chalcicraspis Hampson, 1912
- Glyphodes chlorophylalis Hampson, 1912
- Glyphodes chrysialis (Stoll, 1790)
- Glyphodes cleonadalis (Swinhoe, 1904)
- Glyphodes conclusalis Walker, 1866
- Glyphodes confiniodes Amsel, 1956
- Glyphodes conjunctalis Walker, 1866
- Glyphodes convolvulalis (Sepp, 1848)
- Glyphodes cosmarcha Meyrick, 1887
- Glyphodes crameralis Guenée, 1854
- Glyphodes crameralis Snellen, 1880
- Glyphodes crithealis (Walker, 1859)
- Glyphodes cupripennalis Hampson, 1896
- Glyphodes cyanomichla (Meyrick, 1899)
- Glyphodes cymocraspeda (Meyrick, 1932)
- Glyphodes delicatalis (Schaus, 1924)
- Glyphodes dermatalis C. Felder, R. Felder & Rogenhofer, 1875
- Glyphodes desmialis Mabille, 1900
- Glyphodes difficilalis Strand, 1912
- Glyphodes dinichealis (Walker, 1859)
- Glyphodes diplocyma Hampson, 1912
- Glyphodes doleschalii Lederer, 1863
- Glyphodes duplicalis Inoue, Munroe & Mutuura, 1981
- Glyphodes duponti Joannis, 1915
- Glyphodes dysallactalis Hampson, 1896
- Glyphodes eribotesalis (Walker, 1859)
- Glyphodes ernalis Swinhoe, 1894
- Glyphodes euchlorisalis (Hampson, 1918)
- Glyphodes eudoxia J. F. G. Clarke, 1971
- Glyphodes eurygania Druce, 1902
- Glyphodes expansialis Strand, 1912
- Glyphodes exquisitalis Kenrick, 1907
- Glyphodes extorris Dognin, 1905
- Glyphodes fenestrata Inoue, 1996
- Glyphodes flavizonalis Hampson, 1899
- Glyphodes floridalis (Fernald, 1901)
- Glyphodes formosana (Shibuya, 1928)
- Glyphodes gaujonialis (Dognin, 1905)
- Glyphodes grandisalis Druce, 1902
- Glyphodes harutai Yamanaka, 1998
- Glyphodes heliconialis (Guenée, 1854)
- Glyphodes inclusalis Gaede, 1917
- Glyphodes inflamatalis (Hampson, 1912)
- Glyphodes integralis (Lederer, 1863)
- Glyphodes iridescens Rothschild, 1915
- Glyphodes jaculalis Snellen, 1894
- Glyphodes kunupialis Janse, 1928
- Glyphodes lachesis Butler, 1882
- Glyphodes lacustralis Moore, 1867
- Glyphodes leucomesalis Seizmair, 2021
- Glyphodes loloalis Strand, 1912
- Glyphodes lupinalis (Schaus, 1927)
- Glyphodes luzonica (Sauber, 1899)
- Glyphodes magnificalis Kenrick, 1912
- Glyphodes margaritaria (Clerck, 1764)
- Glyphodes mascarenalis Joannis, 1906
- Glyphodes metastictalis Hampson, 1899
- Glyphodes microta Meyrick, 1890
- Glyphodes mijamo Viette, 1989
- Glyphodes militaris Munroe, 1976
- Glyphodes minimalis Hampson, 1896
- Glyphodes multilinealis Kenrick, 1907
- Glyphodes naralis C. Felder, R. Felder & Rogenhofer, 1875
- Glyphodes nigribasalis Caradja, 1925
- Glyphodes nigricincta Kenrick, 1912
- Glyphodes nilgirica Hampson, 1896
- Glyphodes obscura Munroe, 1959
- Glyphodes ochripictalis Strand, 1912
- Glyphodes orbiferalis Hampson, 1896
- Glyphodes pandectalis Snellen, 1895
- Glyphodes parallelalis Gaede, 1917
- Glyphodes paramicalis Kenrick, 1917
- Glyphodes paucilinealis Kenrick, 1907
- Glyphodes perelegans (Hampson, 1899)
- Glyphodes perspicualis Kenrick, 1907
- Glyphodes phormingopa (Meyrick, 1934)
- Glyphodes phytonalis (Walker, 1859)
- Glyphodes polystrigalis (Hampson, 1918)
- Glyphodes polyzonalis Hampson, 1899
- Glyphodes pradolalis (Dognin, 1897)
- Glyphodes praefulgida E. Hering, 1903
- Glyphodes principalis Walker, 1866
- Glyphodes prothymalis Swinhoe, 1892
- Glyphodes proximalis Snellen, 1899
- Glyphodes pryeri Butler, 1879
- Glyphodes psammocyma (Meyrick, 1929)
- Glyphodes pseudocaesalis Kenrick, 1912
- Glyphodes pulverulentalis Hampson, 1896
- Glyphodes pyloalis Walker, 1859
- Glyphodes quadrifascialis Hampson, 1899
- Glyphodes quadrimaculalis (Bremer & Grey, 1853)
- Glyphodes quadristigmalis Kenrick, 1907
- Glyphodes rhombalis Viette, 1957
- Glyphodes rioalis (Schaus, 1920)
- Glyphodes rotundalis (Snellen, 1901)
- Glyphodes royalis Marion, 1954
- Glyphodes sanguimarginalis (Hampson, 1899)
- Glyphodes scheffleri Strand, 1912
- Glyphodes sectinotalis Hampson, 1899
- Glyphodes serenalis Snellen, 1880
- Glyphodes serosalis (Dognin, 1897)
- Glyphodes sibillalis Walker, 1859
- Glyphodes speculifera Druce, 1902
- Glyphodes stictoperalis (Hampson, 1913)
- Glyphodes stolalis Guenée, 1854
- Glyphodes streptostigma Hampson, 1899
- Glyphodes strialis (Wang, 1963)
- Glyphodes subamicalis Fletcher, 1910
- Glyphodes subcrameralis Pagenstecher, 1900
- Glyphodes summaperta (Dyar, 1925)
- Glyphodes sycina (Tams, 1941)
- Glyphodes terealis Walker, 1859
- Glyphodes tienmushana Caradja & Meyrick, 1935
- Glyphodes tolimalis (Schaus, 1924)
- Glyphodes toulgoetalis Marion, 1954
- Glyphodes umbria Hampson, 1899
- Glyphodes uranoptris (Meyrick, 1929)
- Glyphodes vagilinea Hampson, 1912
- Glyphodes viettealis (Marion, 1954)
- Glyphodes virginalis Rebel, 1915
- Glyphodes westermani Snellen, 1877
- Glyphodes xanthomelas (Joannis, 1930)
- Glyphodes xanthonota (Meyrick, 1936)
- Glyphodes xanthostola Hampson, 1910
- Glyphodes zenkeralis Strand, 1912

## Enkele soorten die niet meer in dit geslacht voorkomen
- Glyphodes amicalis (Swinhoe, 1904), is gesynonimiseerd met Glyphodes basifascialis Hampson, 1899,
- Glyphodes bakerialis Schaus, 1927,  is ondergebracht in het geslacht Palpita,
- Glyphodes cadeti Guillermet, 1996, is gesynonimiseerd met Chabulina amphipeda (Meyrick, 1939),
- Glyphodes onychinalis (Guenée, 1854), is ondergebracht in het geslacht Chabulina.